# Vanja Udovičić
Vanja Udovičić (in serbo Вања Удовичић?; Belgrado, 12 settembre 1982) è un politico ed ex pallanuotista serbo, vincitore di una medaglia d'argento e di due medaglie di bronzo olimpiche. Dal 2022 è membro della LEN.

## Palmarès

### Club

#### Trofei nazionali
- Campionato serbo-montenegrino: 3

Partizan: 2002
Jadran H.N.: 2004, 2005
- Coppa di Serbia e Montenegro: 3

Partizan: 2002
Jadran H.N.: 2004, 2005
- Kup Hrvatske: 2

Mladost: 2011, 2012
- Campionato italiano: 3

Pro Recco: 2008, 2009, 2010
- Coppe Italia: 3

Pro Recco: 2008, 2009, 2010

#### Trofei internazionali
- Supercoppa LEN: 3

Posillipo: 2005
Pro Recco: 2007, 2008
- Eurolega: 2

Pro Recco: 2008, 2010
- Coppe LEN: 1

Radnicki: 2012-13

## Riconoscimenti
- LEN Award: 2010
- Pallanuotista dell'anno FINA: 2010